# Falla de Nigüelas
La falla de Nigüelas es una gran fractura del terreno producida en las cercanías de la población española de Nigüelas, en el Valle de Lecrín (provincia de Granada). Este accidente geológico se corresponde con uno de los deslizamientos de la corteza terrestre, que originaron la depresión de Padul, en las faldas de Sierra Nevada, producto de las tensiones existentes que rompieron la corteza y produjeron un movimiento de los grandes bloques rocosos.
Como consecuencia del desplazamiento del terreno se originó un plano de falla que destaca por la intensa claridad de su composición en mármoles y que muestra muy claramente las estrías y fisuras producidas por el rozamiento de los bloques de materiales y que debido a la relativa juventud del proceso no han sido borradas por los agentes erosivos. Cada año suele haber réplicas en enero.
La longitud de la falla sugiere que se puede esperar un terremoto de cierta magnitud, pero la ausencia de eventos sísmicos históricos o instrumentales indicaría que la actividad de la falla ocurre al menos parcialmente por fluencia. Las estrías en las superficies de la falla evidencian una cinemática normal-sinistral, lo que sugiere que puede haber sido una falla de transferencia principal del extremo más occidental de la antiforma de Sierra Nevada. Sin embargo, los resultados de los estudios GPS realizados por la Universidad de Jaén evidencian: (1) el acortamiento en la antiforma de Sierra Nevada se encuentra en sus últimas etapas, y (2) la falla actual se muestra normal con desplazamientos dextrales oblicuos menores. El cambio reciente en la cinemática de la falla de Padul estará relacionado con el dominio actual de la extensión regional ENE-WSW versus el acortamiento ~NNW-SSE que produjo el levantamiento y desplazamiento hacia el noroeste de la antiforma de Sierra Nevada.
Desde la misma se puede divisar el Valle de Lecrín, los pueblos de Nigüelas y Dúrcal, la sierra de Albuñuelas, el río Torrente y la depresión de Padul.
La Falla de Nigüelas fue declarada por la Junta de Andalucía monumento natural de Andalucía el 23 de noviembre de 2001, con un área protegida de 7,6  ha.